# Paul Outerbridge
Paul Outerbridge, Jr., né le 15 août 1896 à New York et mort le 17 octobre 1958, est un photographe américain réputé pour ses premières utilisations et expériences en photographie couleur. 
Outerbridge est un photographe de mode et commercial, un pionnier et professeur de photographie couleur, et un créateur de photographies de nus érotiques qui ne pouvaient pas être exposées de son vivant. 

## Biographie

### Naissance
Paul Outerbridge, Jr. naît le 15 août 1896 à New York.

### Carrière
Alors qu'il est encore adolescent, Outerbridge travaille comme illustrateur et concepteur de théâtre en créant des décors de scène et des éclairages. Après un accident qui lui vaut d'être renvoyé du Royal Canadian Naval Air Service, en 1917, il s'enrôle dans l'armée américaine où il réalise son premier travail photographique. 
En 1921, Outerbridge s'inscrit à l'école de photographie Clarence H. White à l'université Columbia. En l'espace d'un an, son travail commence à être publié dans les magazines Vanity Fair et Vogue. 
À Londres, en 1925, la Royal Photographic Society invité Outerbridge à exposer dans une exposition personnelle. 

#### Paris
Outerbridge se rend ensuite à Paris et se lie d'amitié avec les artistes et photographes Man Ray, Marcel Duchamp et Berenice Abbott. À Paris, il  réalise une maquette pour le magazine français Vogue, rencontre et travaille avec Edward Steichen, et construit l'atelier de photographie publicitaire le plus grand et le mieux équipé de l'époque. 
En 1929, 12 des photographies d'Outerbridge sont incluses dans la prestigieuse exposition allemande Film und Foto. 

#### New York
De retour à New York en 1929, Outerbridge ouvre un studio de production d'œuvres commerciales et artistiques, et commence à rédiger une chronique mensuelle sur la photographie couleur pour l'US Camera Magazine. Outerbridge se fait connaître pour la grande qualité de ses illustrations en couleur, réalisées par un procédé extrêmement complexe de carbone-tri-couleur. 
En 1937, les photographies d'Outerbridge sont incluses dans une exposition au Museum of Modern Art et en 1940, il a publié son livre phare Photographing in Color, utilisant des illustrations de haute qualité pour expliquer ses techniques.
Les études de nu aux couleurs vives d'Outerbridge comprennent des photos fétichistes anciennes et sont trop indécentes selon les standards de l'époque pour être acceptées par le grand public. Un scandale concernant sa photographie érotique conduit Outerbridge à prendre sa retraite en tant que photographe commercial et à s'installer à Hollywood en 1943. Malgré la controverse, Outerbridge continue à contribuer à des reportages photos dans des magazines et à écrire sa chronique mensuelle.

### Famille et mort
En 1945, il épouse la créatrice de mode Lois Weir et travaille dans leur entreprise de mode commune, Lois-Paul Originals. 
Il meurt le 17 octobre 1958 à Laguna Beach en Californie, d'un cancer du poumon.

## Héritage
Un an après sa mort, la Smithsonian Institution organise une exposition personnelle de photographies d'Outerbridge. Bien que sa réputation se soit estompée, les résurgences de la photographie d'Outerbridge dans les années 1970 et 1990 le font périodiquement connaître au public.
En 1987 une rétrospective au centre Georges-Pompidou lui est consacrée,.

## Publications
- Photographing in Color, New York, Random House, 1940.
- Hawkins, G., Howe, G. et Markham, J., Paul Outerbridge Jr. Photographs, New York, Rizzoli, 1980, 159 p. (ISBN 978-0-8478-0281-4)
- Dines, E. et Howe, G., Paul Outerbridge Jr. : A Singular Aesthetic, Los Angeles, Arabesque Books, 1981 (ISBN 0-940872-02-1)
- Howe, G., Nudes : Paul Outerbridge, Milan, Federico Motta Editore, 1996, 60 pages (ISBN 978-88-7179-108-1)
- Paul Outerbridge: 1896-1958, Paul Outerbridge, Carol McCusker, Elaine Dines-Cox, M. F. Agha, and Manfred Heiting, Editor (1999),  (ISBN 978-3-8228-6618-4)
- Graham Howe, with co-curators Ewing, W. and Prodger, P. Paul Outerbridge: New Color Photographs from Mexico and California, 1948–1955. Nazraeli Press, 2009.  (ISBN 978-1-59005-261-7)